# Роздорське II
Роздорське II (рос. Раздорское II) — пам'ятка археології, стоянка давніх людей на території сучасної станиці Роздорська, Усть-Донецький район, Ростовська область.

## Опис
Ця археологічна стоянка була відкрита в 1984 році В.Я. Кияшко і вивчалася Роздорською археологічною експедицією РДУ лише два роки (1989—1990). У 2002 році після значної паузи роботи поновилися, продовжилися в 2003 році і плануються в майбутньому.
Поселення стародавньої людини знаходиться біля підніжжя великої донської тераси, навпроти північної частині острова Гостьовий. Культурний шар стоянки, потужністю до 1 м, являє собою перехідні накладення раковин, супіски, гару і піщаних прошарків. Відмінною характеристикою даної археологічної стоянки є те, що в наступні часи навколишня територія перенесла масштабну тектонічну катастрофу, в результаті якої велика територія берегової тераси після скидання або зсуву, опустилась, створивши нахил споконвічних своїх шарів, в тому числі і культурний, під кутом 40° до горизонту, з зворотним щодо річки скатом. Таким чином культурний шар так різко ховається під насипаному багатометровому шарі суглинків, що вивчити можна тільки піднесену прибережну частину стоянки шириною 3-4 м. Тим не менше, цього вистачає для опису пам'ятки.
В шарі виявлено багато виробів з кременю, каменю, кістки. Особливість цієї стоянки древніх людей у великій кількості шліфованих інструментів із сланцю і пісковика. Виявлено кілька десятків клиноподібних сокир і тесел різних розмірів, знайдені свердлені підвіски і грузила, абразиви і вироби для обрядів. Крем'яні вироби створені суміщенням техніки відщепів і пластин з перевагою останньої. На відщепах зроблені лише скребки і скребла різних типів, а на пластинах та їх перетинах — мікроліти (трапеції), тесаки, косі вістря, різці, свердла. Виявлені нуклеуси, відбійники, отжимники-ретушери.
Часто використовували для виробництва і кістка. Виявлені проколки, веретеноподібні наконечники стріл, голки, вістря з нішами для вкладишів. Ряд кістяних виробів містить врізний візерунок. Велика кількість виробів дає можливість відстежити весь процес виробництва знарядь від підготовки сировини і напівфабрикатів до готових предметів.
На території цієї археологічної стоянки виявлені останки тварини: кістки риб, диких птахів і звірів — підтвердження значної ролі у господарстві полювання і рибальства.
Історія цієї стоянки налічує до десяти тисяч років. В. Я. Кияшко висловив думку про можливість наступності між стоянками Роздорська II і Раковинний Яр.
У колекціях РЕМЗ представлений роздобутий археологічний матеріал, знайдений на даній стоянці. Предмети, знайдені в процесі вивчення стоянки древніх людей Роздорського II, здаються в ТМЗ.